# Küçükaşlama, Karapınar
Küçükaşlama là một xã thuộc huyện Karapınar, tỉnh Konya, Thổ Nhĩ Kỳ. Dân số thời điểm năm 2011 là 279 người.